# وي لي
وي لي (بالصينية: 魏麗) هي عداءة المسافات الطويلة صينية، ولدت في 29 يونيو 1972.

## وصلات خارجية
- وي لي على موقع الاتحاد الدولي لألعاب القوى (الإنجليزية)
- وي لي على موقع أوليمبيديا (الإنجليزية)